# Sankt Laurentii kyrka, Lund
Ej att förväxla med stavkyrkan Sankt Laurentiuskyrkan i Lund
Sankt Laurentii kyrka, kyrkobyggnad i Lund, invigd 1970 och knuten till studentbostadsstiftelsen Laurentiistiftelsen. Kyrkan ligger i korsningen mellan Kastanjegatan och Södra vägen i södra Lund, nära  Smålands nation och  Ulrikedal. För utformningen av kyrkan svarade Småhusbyrån.

## Laurentiistiftelsen
Laurentiistiftelsen är sedan 1938 en fristående studentbostadsstiftelse med kyrka inom Svenska kyrkan belägen inom Helgeands församlings område. Gudstjänsten i kyrkan följer Svenska kyrkans ordning och bekännelse och har en högkyrklig karaktär. Stiftelsen visiterades 1997–2009 av biskop emeritus Bertil Gärtner, 2009-2018 av biskop emeritus Biörn Fjärstedt, och sedan 2018 av Biskopen i Lunds stift Johan Tyrberg.  
Stiftelsens föreståndare ska vara präst i Svenska kyrkan. Sedan 2020 är Mikael Löwegren föreståndare. Tidigare föreståndare: Bengt Strömberg (1951–1953), Göran Fahlström (1954), Sven-Oscar Berglund (1954–1973), Bengt Holmberg (1973–1979), Christer Pahlmblad (1979–1994), tillförordnad Ola Isacson (våren 1994), Bo Brander (1994–2009), Carl Johan Axskjöld (2009–2020). 
Stiftelsens heraldiska vapen är: I guld ett balkvis ställt svart halster med nedåtvänt ringskaft åtföljt ovan av en röd bok med svarta beslag och nedan av en röd penningpung.

## Societas Sancti Laurentii
Den högkyrkliga bönegemenskapen Societas Sancti Laurentii, bildad 1957, är knuten till kyrkan och studenthemmet. Medlemmarna bär ett silverkors med ett Kristusmonogram i korsmitten och bokstäverna SSL på baksidan.  
Societas Sancti Laurentii heraldiska vapen är: I guld ett svävande kors av silver belagt med ett svart kristusmonogram, allt åtföljt ovan av en ginstam av guld belagd med en röd penningpung, ett svart halster med ringskaft och en röd bok.

## Orglar
Kyrkans första orgel byggdes samma år som kyrkan av A Mårtenssons orgelfabrik. Denna orgel såldes år 2000 till katolska kyrkan i Helsingborg. Samma år köptes en orgel från England som monterades ner och sattes upp i Lund av organisterna Mattias Wager och Anders Johnsson samt studenter från Laurentiistiftelsens studenthem. Orgeln är byggd ca 1890 och består delvis av två äldre engelska orglar, en från början av 1800-talet och en från mitten av 1800-talet. Orgeln är på 13 stämmor fördelade på 3 manualer och pedal. Orgeln renoverades år 2015 av Åkerman & Lund Orgelbyggeri.
| Manual I, Choir   | Manual II, Great | Manual III, Swell  | Pedal       | Koppel                     |
| ----------------- | ---------------- | ------------------ | ----------- | -------------------------- |
| Dulciana 8´       | Open Diapason 8´ | Open Diapason 8´   | Bourdon 16´ | Choir to Pedal unison      |
| Lieblich Flute 4´ | Clarabella 8´    | Lieblich Gedact 8´ |             | Great to Pedal unison      |
| Clarinette 8´     | Principal 4´     | Echogamba 8´       |             | Swell to Pedal unison      |
|                   | Fifteenth (2´)   | Gemshorn 4´        |             | Swell to Great unison      |
|                   |                  | Oboe 8´            |             | Swell to Great octave (4´) |